# نفیس قطرسی
ابوالعبّاس احمد بن عبدالغنی قُطرُسی شهرت‌یافته به نفیس قطرسی (۱۱۳۹-۱۲۰۶) ادیب و شاعر مصری در سدهٔ ششم هجری بود که به فقه و فلسفه نیز آشنایی داشت.    